# Cameron Bairstow
Cameron David Bairstow, (Brisbane, 7 de dezembro de 1990) é um basquetebolista australiano que atualmente joga pelo Chicago Bulls disputando a NBA. O atleta possui 2,08m, pesa 113kg e atua na posição pivô e Ala-pivô. 

## Carreira

### Seleção
Fez parte do selecionado australiano que conquistou a vaga para o torneio olímpico de basquetebol dos Jogos Olímpicos de Verão de 2016 no Rio de Janeiro.